# Apodemus latronum
Сечуански пољски миш (лат. Apodemus latronum, енгл. Sichuan field mouse) је врста глодара из породице мишева (лат. Muridae). 

## Распрострањење
Присутна је у следећим државама: Бурма, Кина и Индија.

## Станиште
Станиште врсте су шуме. 

## Угроженост
Ова врста је наведена као последња брига, јер има широко распрострањење и честа је врста.